# Rete tranviaria di Barnaul
La rete tranviaria di Barnaul è la rete tranviaria che serve la città russa di Barnaul.